# Годишо-Бопре, Шарль
Шарль Годишо́-Бопре́ (фр. Charles Gaudichaud-Beaupré; 4 сентября 1789 — 16 января 1854) — французский ботаник и систематик растений.

## Биография
Родился в городе Ангулем в семье J-J. Gaudichaud и Rose (Mallat) Gaudichaud. Изучал фармакологию в родном городе и в городе Коньяк.

Некоторое время, до переезда в Париж, он работал в химической лаборатории в городе Коньяк. Изучал медицину в Антверпене с 1811 по 1814 годы.

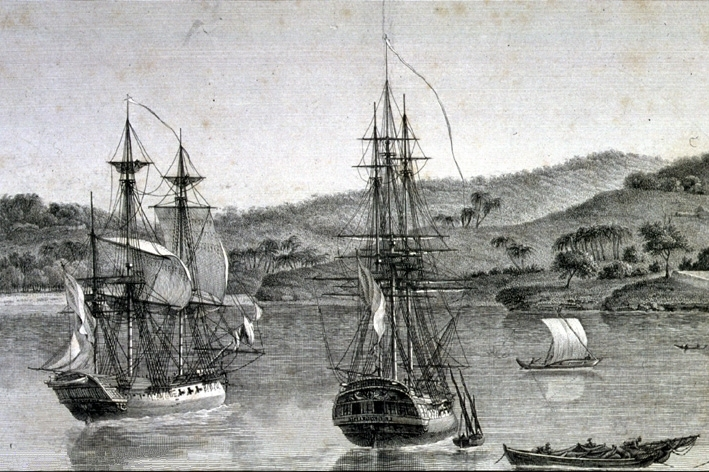
Принимал участие в морских экспедициях на корабле Uranie

Принимал участие в морских экспедициях, в том числе в кругосветном плавании в южном полушарии на французском корвете "Урания". Экспедиция была снаряжена по приказу короля Людовика XVIII, бывшего большим поклонником науки в 1817 году. Руководил подготовительными работами и самой экспедицией Луи де Фрейсине. Шарль Годишо-Бопре  находился на корабле в должности фармацевта, в его задачи входило изучение флоры неизведанных земель, к которым стремились путешественники. По окончании путешествия он сначала выпустил научный труд «Флора Мальвинских островов» (1825), а потом издал книгу путевых впечатлений «Ботаник в кругосветном путешествии» (1826).
Известен как ботаник, описал новые роды и виды растений в океании.

## Описанные им виды
- Metrosideros polymorpha Gaudich. — Охиа, 1830.
- Eydouxia delessertii Gaudich.
- Pandanus boryi Gaudich.
- Pandanus delessertii (Gaudich.) Warb.
- Pandanus loureiroi Gaudich.
- Pandanus rheedei Gaudich.
- Pandanus rumphii Gaudich.
- Fatoua Gaudich.[2]
- и многие другие[3][4][5]

## Научные работы
- "Voyage autour du monde: entrepris par ordre du roi … exécuté sur les corvettes de S. M. l’Uranie et la Physicienne, pendant les années 1817, 1818, 1819 et 1820 … /par M. Louis de Freycinet…. Botanique, par M. Charles Gaudichaud [avec la collaboration de MM. Persoon, Agardh et Schewaegrichen] Pillet aîné, Paris, 1826
- «Recherches générales sur l’organographie, la physiologie et l’organogénie des végétaux» Imprimerie Royale, Paris, 1841.
- «Voyage autour du monde: exécuté pendant les années 1836 et 1837 sur la corvette la Bonite /commandée par M. Vaillant» Arthus Bertrand, Paris, 1851 (v.1, v.2, v.3, v.4, Atlas)